# Авакян, Лусине Левовна
Лусине Левовна Авакян (род. 19 января 1990) — российская дзюдоистка, чемпионка (2012) и бронзовый призёр (2013, 2014) чемпионатов России, мастер спорта России.

## Спортивные результаты
- Этап Кубка Европы по дзюдо среди кадетов 2005 года, Щирк — ;
- Этап Кубка Европы по дзюдо среди кадетов 2006 года, Тверь — ;
- Этап Кубка Европы по дзюдо среди кадетов 2006 года, Щирк — ;
- Первенство Европы по дзюдо среди кадетов 2006 года — ;
- Чемпионат России по дзюдо 2012 года — ;
- Чемпионат России по дзюдо 2013 года — ;
- Чемпионат России по дзюдо 2014 года — .